# دنیل پایپز
دنیل پایْپز (به انگلیسی: Daniel Pipes) متولد ۱۹۴۹ در بوستون در ماساچوست، روزنامه‌نگار و نویسنده آمریکایی مسائل خاورمیانه‌است.
پایپز یک نئوکان و صهیونیست است، و مؤسس اندیشگاه انجمن خاورمیانه و پروژه دیدبان دانشگاه (Campus Watch) است. نوشته‌های او بیشتر به اسلام و مسائل اسلامی اختصاص دارند.
او برندهٔ «جایزهٔ نگاهبانان صهیون» در سال ۲۰۰۶ است.

## زندگی‌نامه
او فرزند ریچارد پایپز است و در بوستون ماساچوست در سال ۱۹۴۹ به دنیا آمد. والدین او از یهودیان لهستانی هستند که در زمان جنگ جهانی دوم به آمریکا مهاجرت کردند. پدر او ریچارد پایپز استاد تاریخ دانشگاه هاروارد بود که تخصصش در زمینه روسیه و اتحاد جماهیر شوروی بود.

## تحصیلات
پایپز پایان‌نامه خود در مقطع لیسانس را به محمد غزالی و اسلام اصولگرا سپری کرد.
پایپز دکترای سال ۱۹۷۳ از دانشگاه هاروارد در رشتهٔ «تاریخ اسلام در سده‌های میانی» است. او از ۱۹۷۸ تا ۱۹۸۲ در دانشگاه شیکاگو و در دانشگاه هاروارد (۱۹۸۳–۱۹۸۴) تدریس کرد.
وی مدیر «فورم خاورمیانه»(انستیتو پژوهش‌های سیاست خارجی آمریکا) است. پایپز عضور ارشد موسسه «هوور» دانشگاه استنفورد است. پایپز همچنین مشاور «رادلف جولیانی» نامزد ریاست جمهوری ایالات متحده آمریکا در سال ۲۰۰۸ و عضو ارشد سابق وزارت خارجه و شورای امنیت ملی آمریکا بوده‌است.

## دیدبان دانشگاه
انجمن خاورمیانه که توسط پایپز ایجاد شده‌است یک تارنما به نام دیدبان دانشگاه در سال ۲۰۰۲ ایجاد کرد. این دیدبان پنج مشکل را در دانشگاه‌های آمریکا بیان کرد: مشکلات منطقی، مخلوط شدن سیاست و تحقیق، عدم آزادی برای نظرات مخالف، معذرت خواهی برای کارهای آمریکا و سوء استفاده از قدرت توسط دانشجویان.
پایپز به کمک این تارنما دانشجویان را تشویق کرد که اطلاعات مربوط به کلاسها، تظاهرات و مسائل دیگر مرتبط به خاورمیانه را به او ارسال کنند. به کمک این تارنما او به تخریب استادانی که در دانشگاه از اسرائیل انتقاد می‌کردند پرداخته و آن‌ها را دشمن آمریکا معرفی می‌کرد. او یک لیست سیاه از استادانی که نظرات مخالف اسرائیل داشتند تهیه کرده و آن را در این تارنما قرار داد.

## اسلام‌ستیزی
پایپز یکی از معروفترین اسلام ستیزان در آمریکا است. او معمولاً این مطالب را به صورت نگرانیهای خود از آنچه اسلام رادیکال می‌داند بیان می‌کند. به‌طور مثال او در سال ۱۹۹۵ نوشت: «با اینکه غربیها توجهی نمی‌کنند، ولیکن جنگ (توسط مسلمانان) علیه اروپا و آمریکا اعلام شده‌است.»
او چهار ماه قبل از حوادث یازده سپتامبر در وال استریت جورنال نوشت که القاعده در تلاش برای حمله به آمریکا است و ایرانیان به القاعده در لبنان کمک می‌کنند.
با این حال پایپز خود را اسلام‌ستیز نمی‌داند و می‌گوید که او تنها با اسلام رادیکال در جنگ است.

### مسلمانان در اروپا
در سال ۱۹۹۰ در مجله نشنال ریویو پایپز نوشت: «جوامع اروپای غربی برای مهاجرت گسترده مردم قهوه ای پوست که غذاهای عجیب درست کرده و استانداردهای بهداشتی متفاوتی دارند آماده نیستند.. تمام مهاجران با خود فرهنگها و رفتارهای عجیبی میآروند ولیکن مسلمانان از بقیه مشکلساز ترند.»
پایپز همچنین به کمک انجمن خاورمیانه خود کمکهای مالی زیادی به اسلام‌ستیز هلندی خیرت ویلدرس نموده‌است.

## مسلمانان در آمریکا
پایپز معتقد است مسلمانان در آمریکا باید مورد توجه ویژه ای قرار بگیرند. او اعتقاد دارد مسجدها محل تولید تروریستها هستند. او همچنین از زندانی کردن ژاپنی الاصل‌ها در زمان جنگ جهانی دوم دفاع کرده و معتقد است راه حل مشابهی در مورد مسلمانان لازم است.
در اکتبر ۲۰۰۱ پایپز در برابر کنگره یهودیان آمریکا گفت: «من بسیار نگران هستم، از دیدگاه یهودی، از قدرت گرفتن مسلمانان در آمریکا از نظر موقعیت و اقتصاد، زیرا آنها توسط رهبران اسلامی هدایت میشوندو این برای یهودیان آمریکا خطرناک است.»

## در مورد ایران
پایپز معتقد است که باراک اوباما باید دستور دهد که تأسیسات اتمی ایران منهدم شود و زمان حمله اکنون است. او معتقد است که ایران به سمت نیروی نظامی هسته ای پیش می‌رود. او همچنین معتقد است که حمله به تأسیسات اتمی ایران نیازمند ارسال سربازان آمریکایی به ایران است.
پایپز همچنین معتقد به طرفداری از سازمان مجاهدین خلق ایران (MEK) است و معتقد است که آمریکا باید این گروه را علیه ایران آزاد کند.

## جوایز
- «جایزهٔ آزادی بیان» (به انگلیسی: Free Speech Award) از دانمارک (Trykkefrihedsselkabet af 2004) در سال ۲۰۰۶ میلادی.[۵]
- دکترای افتخاری از دانشگاه یشیوا در ۲۰۰۳.[۶]
- جایزهٔ نگاهبانان صهیون (به انگلیسی: Guardian of Zion Award) در ۲۰۰۶ میلادی.[۷]

## آثار
پایپز نویسندهٔ ۱۸ کتاب است و برای وال استریت ژورنال و نشریه‌های مهم آمریکا قلم فرسایی می‌کند. از جمله آثار او:
- Miniatures: Views of Islamic and Middle Eastern Politics (2003), Transaction Publishers, ISBN 0-7658-0215-5
- Militant Islam Reaches America (2002), W.W. Norton & Company; paperback (2003) ISBN 0-393-32531-8
- with Abdelnour, Z. (2000), Ending Syria's Occupation of Lebanon: The U.S. Role Middle East Forum, ISBN 0-9701484-0-2
- In the Path of God: Islam and Political Power  (2002), Transaction Publishers, ISBN 0-7658-0981-8
- Muslim immigrants in the United States (Backgrounder) (2002), Center for Immigration Studies
- The Long Shadow: Culture and Politics in the Middle East (1999), Transaction Publishers, ISBN 0-88738-220-7
- The Hidden Hand: Middle East Fears of Conspiracy (1997), Palgrave Macmillan; paperback (1998) ISBN 0-312-17688-0
- Conspiracy: How the Paranoid Style Flourishes and Where It Comes From (1997), Touchstone; paperback (1999) ISBN 0-684-87111-4
- Syria Beyond the Peace Process (Policy Papers, No. 41) (1995), Washington Institute for Near East Policy, ISBN 0-944029-64-7
- Sandstorm (1993), Rowman & Littlefield, paperback (1993) ISBN 0-8191-8894-8
- Damascus Courts the West: Syrian Politics, 1989-1991 (Policy Papers, No. 26) (1991), Washington Institute for Near East Policy, ISBN 0-944029-13-2
- with Garfinkle, A. (1991), Friendly Tyrants: An American Dilemma Palgrave Macmillan, ISBN 0-312-04535-2
- From a distance: Influencing foreign policy from Philadelphia (The Heritage lectures) (1991), Heritage Foundation, ASIN B0006DGHE4
- The Rushdie Affair: The Novel, the Ayatollah, and the West (1990), Transaction Publishers, paperback (2003) ISBN 0-7658-0996-6
- Greater Syria: The History of an Ambition (1990), Oxford University Press, ISBN 0-19-506021-0
- An Arabist's guide to Colloquial Egyptian (1983), Foreign Service Institute
- Slave Soldiers and Islam: The Genesis of a Military System (1981), Yale University Press, ISBN 0-300-02447-9

## پایپز و انتخابات ریاست جمهوری ایران
در جریان دهمین دوره انتخابات ریاست جمهوری ایران، با وجود عدم انتشار هر گونه اعلامیه‌ای رسمی، پایپز خواستار پیروزی محمود احمدی‌نژاد در انتخابات ریاست جمهوری شد. پایپز، در پاسخ به یک سؤال بطور علنی اعلام کرد که «اگر من بودم، به احمدی‌نژاد رای می‌دادم»، و در ادامه اظهار داشت:
نبرد با کسی که مدام دم از انکار هولوکاست می‌زند برای ما خیلی راحت تر است تا نزاع با رئیس‌جمهوری که ممکن است بطور جدی با دولت اوباما سر مسائل هسته‌ای و روابط ایران و آمریکا وارد مذاکرات دیپلماتیک شود.